# Neighbormind/laser beamer
「Neighbormind/laser beamer」（ネイバーマインド / レーザー ビーマー）は日本のロックバンド・凛として時雨のメジャー6th（通算7枚目）シングル。2019年7月3日にソニー・ミュージックアソシエイテッドレコーズから発売された。発売に先立って、「laser beamer」は同年4月18日、「Neighbormind」は同年6月28日に先行配信された。

## 概要
2019年4月1日、『舞台 PSYCHO-PASS サイコパス Virtue and Vice』の主題歌に新曲「laser beamer」が起用されたことが発表された。凛として時雨が『PSYCHO-PASS サイコパス』シリーズの作品の主題歌を担当するのは映画『劇場版 PSYCHO-PASS サイコパス』の主題歌に起用された「Who What Who What」以来約4年ぶりとなった。
同年4月18日、「laser beamer」の配信が開始し、ミュージックビデオがYouTubeにて公開された。同日、「laser beamer」を含む両A面シングルを発売をすることが発表された。
同年6月6日、新曲「Neighbormind」が両A面シングルに収録されることが発表された。「Neighbormind」は映画『スパイダーマン:ファー・フロム・ホーム』の日本語吹替版主題歌に起用されている。なお、同年3月8日に日本で公開された映画『スパイダーマン:スパイダーバース』の日本語吹替版主題歌には凛として時雨のフロントマン・TKのソロプロジェクトである「TK from 凛として時雨」名義で発表した「P.S. RED I」が起用されていた。
映画『スパイダーマン：ファー・フロム・ホーム』の日本公開日である同年6月28日、「Neighbormind」の配信が開始した。同日にはフカツマサカズが監督を務めるミュージックビデオがYoutubeにて公開された。
同年7月3日、DVD付きの完全生産限定盤としてリリースされた。CDには「Neighbormind」と「laser beamer」の他に表題曲のインストゥルメンタル版がそれぞれ収録され、DVDには「laser beamer」のミュージックビデオと、「舞台 PSYCHO-PASS サイコパス Virtue and Vice」のOpening Stage Plotが収録された。
2023年3月15日に自身8作目のアルバム『last aurorally』の収録曲であることが発表された。

## 楽曲について
Neighbormind
映画『スパイダーマン:ファー・フロム・ホーム』の日本語吹替版主題歌として書き下ろされた楽曲。TKは本楽曲について「いつも予想を超えたストーリーを魅せてくれるスパイダーマン、寄り添うだけじゃなく遥か遠くまで飛び出したその先で交われる様な音楽を目指しました」と述べている。レコーディングは采原史明とTKが国内で行い、ミックスはイギリス人のエンジニアであるトム・ダルゲティが担当した。『last aurorally』の収録曲。
laser beamer
舞台『舞台 PSYCHO-PASS サイコパス Virtue and Vice』の主題歌として書き下ろされた楽曲。TKは本楽曲について、「本広監督との打ち合わせの中で、『今まで誰も見たことがない様な舞台にしたい』という新たな進化を極限まで求めた熱意にこちらも全力で応えさせていただきました。より舞台を彩り、壊せるような音楽として共演させて頂きます」と述べている。『last aurorally』の収録曲。

## 評価
- 音楽ライターの金子厚武は、「Neighbormind」について「ゴシックメタル風のリフに始まり、ハイトーンなツインボーカル、怒涛のツーバス、フェイザーを大胆に用いたサイケな音像など、バンドとしての記名性が強い楽曲に仕上がっている」と述べた[12]。
- 音楽ライターの遠藤利明は、『スパイダーマン:スパイダーバース』の日本語吹替版主題歌であるTK from 凛として時雨の「P.S. RED I」と比較し、「Neighbormind」について「両曲とも、スパイダーマンの体の色である赤と青を歌っている。また、前回はヒーローの「僕」の孤独を描いたのに対し、今回はこの主人公にふさわしく《糸》《絡まって》《繋いで》などの言葉をちりばめ、《君》との《絆》を語っている。ソロプロジェクトからバンドへシリーズ主題歌を引き継ぐうえでの工夫がみられて面白い。詞は孤独から絆へ。曲のほうも、345のボーカルとピエール中野の変化に富んだドラムの合流でバンド感を強めたよりダイナミックなサウンドへ。宙に糸が飛び出すようなギターの伸びやかな音色が印象的だ」と述べている。また、「laser beamer」について「ピュンピュンと曲名から連想されるような音が鳴って始まり、動と静の鮮やかな転換をみせる。こちらも彼ららしくドラマティックでアクションに満ちたサウンドだ」と述べている[13]。
- 音楽ライターの高橋智樹は「laser beamer」について「彼らの驚愕のクリエイティビティを4分半のスペクタクルに結晶させた、どこまでも意欲的な一曲」と評価し、「透明と混濁の軋轢から怒濤のカオスと生命力を描き出してきた時雨の新たなフェーズを、そのサウンドの熱量と歌詞の強度から確かに感じることができる」と述べた[14]。

## 収録曲
| 全作詞・作曲・編曲: TK。 |                                |       |            |      |
| #                        | タイトル                       | 作詞  | 作曲・編曲 | 時間 |
| 1.                       | 「Neighbormind」               | TK    | TK         | 3:04 |
| 2.                       | 「laser beamer」               | TK    | TK         | 4:24 |
| 3.                       | 「Neighbormind」(Instrumental) | TK    | TK         | 3:04 |
| 4.                       | 「laser beamer」(Instrumental) | TK    | TK         | 4:24 |
| 合計時間:                | 合計時間:                      | 14:56 |            |      |

| #  | タイトル                                                                             | 作詞 | 作曲・編曲 |
| -- | ------------------------------------------------------------------------------------ | ---- | ---------- |
| 1. | 「laser beamer (Music Video)」                                                       |      |            |
| 2. | 「laser beamer (-「舞台PSYCHO-PASS サイコパス Virtue and Vice」Opening Stage Plot)」 |      |            |